# ایجی سوگانوما
ایجی سوگانوما (انگلیسی: Eiji Suganuma؛  – ) پویانما، طراح شخصیت، کارگردان پویانمایی اهل ژاپن بود.